# Lindenbergija
Lindenbergija (lat. Lindenbergia), rod volovotkovki smješren u vlastiti tribus Lindenbergieae, dio reda medićolike (Lamiales). Postoji 15 vrsta rasprostranjenih od Kine i Japana na istoku, kroz jug Azije na zapad do Arapskog poluotoka i istočne Afrike. 
L. fruticosa omanski je endem.

## Vrste
1. Lindenbergia arabica (S.Moore) Hartl
2. Lindenbergia awashensis Hjertson
3. Lindenbergia fengkaiensis R.H.Miau & Q.Y.Cen
4. Lindenbergia fruticosa Benth.
5. Lindenbergia grandiflora Benth.
6. Lindenbergia griffithii Hook.f.
7. Lindenbergia hookeri C.B.Clarke ex Hook.f.
8. Lindenbergia indica (L.) Vatke
9. Lindenbergia luchunensis D.D.Tao & Y.M.Shui
10. Lindenbergia macrostachya (Benth.) Benth.
11. Lindenbergia muraria (Roxb. ex D.Don) Brühl
12. Lindenbergia philippensis (Cham. & Schltdl.) Benth.
13. Lindenbergia serpyllifolia Hjertson
14. Lindenbergia sokotrana Vierh.
15. Lindenbergia titensis Sikdar & Maiti